# Helicoconis capensis
Helicoconis capensis är en insektsart som beskrevs av Günther Enderlein 1914. Helicoconis capensis ingår i släktet Helicoconis och familjen vaxsländor. Inga underarter finns listade i Catalogue of Life.